# Джон Бекус
Джон Во́рнер Бе́кус (англ. John Warner Backus; 3 грудня 1924 — 17 березня 2007) — американський науковець у галузі інформатики (комп'ютерних наук). Він був керівником команди, яка розробила Фортран, першу мову програмування високого рівня, винахідником нотації Бекуса — Наура (Бекуса — Наура форма, БНФ), однієї з найуніверсальніших нотацій, яку використовуюь для визначення синтаксису формальних мов.

## Біографія
Джон Бекус народився в Філадельфії, Пенсільванія, ріс неподалік Вілмінгтону, Делавер. Закінчив підготовчу до університету школу-інтернат Хіл Скул в Потстауні, Пенсільванія. Джон згадував, що вчився неохоче:
|  | Я завалював кожен рік. Я ніколи не вчився. Я ненавидів навчання. Я просто клеїв дурня. Чудовим наслідком цього було те, що кожен рік я йшов до літньої школи в Нью-Гемпширі, де гарно проводив час, займаючись вітрильним спортом. Оригінальний текст (англ.) [I flunked out every year. I never studied. I hated studying. I was just goofing around.It had the delightful consequence that every year I went to summer school in New Hampshire where I spent the summer sailing and having a nice time.] Помилка: [undefined] Помилка: {{Lang}}: немає тексту (допомога): не вказано код мови (допомога) |